# Barian-Rokicki Schloss Biecz

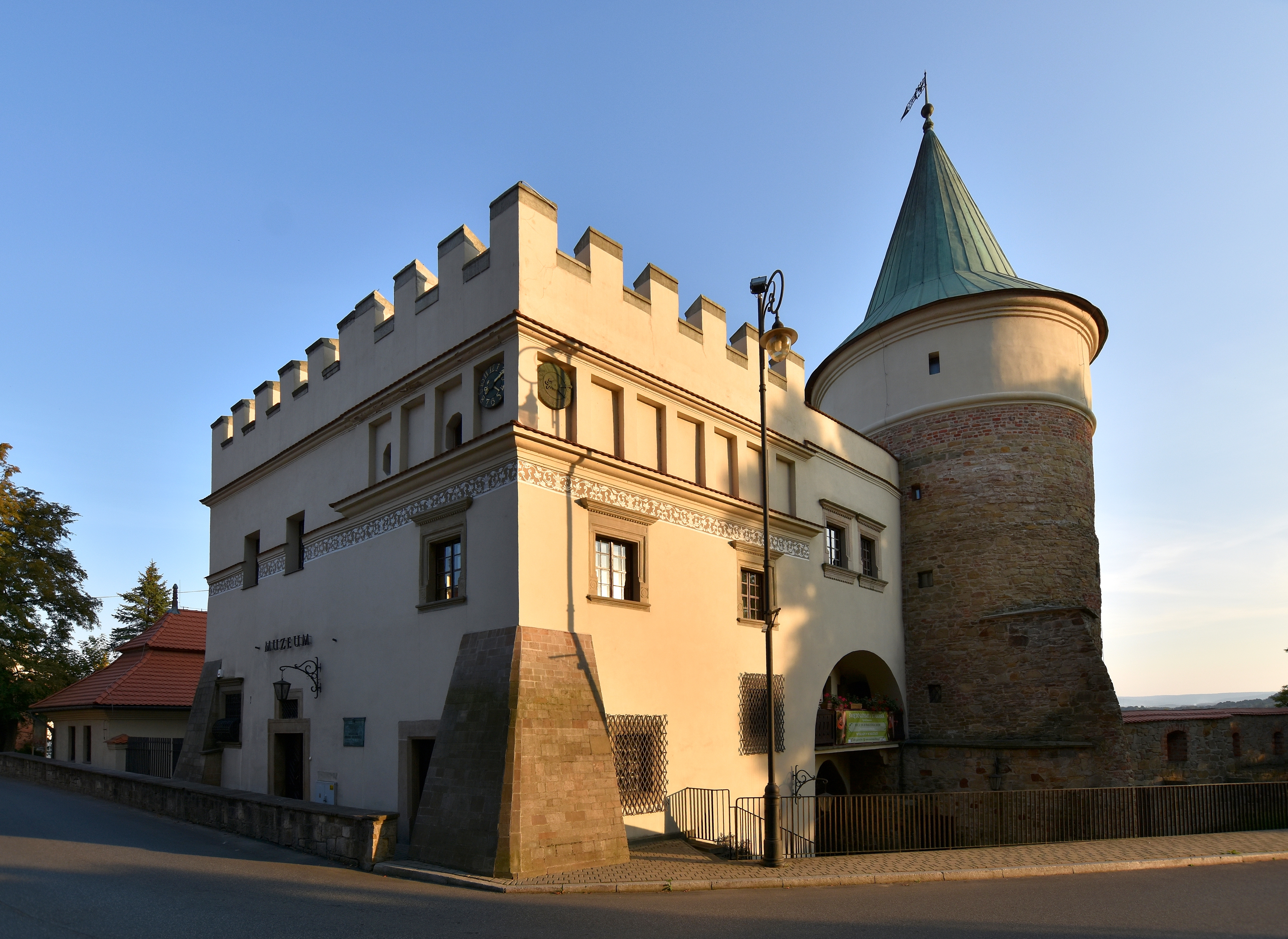
Biecz, Barian-Rokicki-Schloss, Teilansicht

Das Barian-Rokicki-Schloss Biecz (polnisch Dom Barianów-Rokickich w Bieczu) ist ein Stadtpalais in Biecz im Gorlice-Becken, einem Teil der Beskiden, in der polnischen Woiwodschaft Kleinpolen. Das Schloss liegt in der Altstadt von Biecz unweit des Flusses Ropa. 

## Geschichte
Das Stadtpalais wurde 1523 an der Stadtmauer von Biecz erbaut. Zunächst war das Schloss befestigt mit Schießscharten. 1557 erwarb der Bürgermeister Marcin Rokicki das Palais und richtete hier eine Apotheke ein. Danach wechselte es mehrfach die Eigentümer, behielt jedoch seinen Renaissance-Charakter mit Attika und Fries. Heute beherbergt es ein Museum.